# Musculus genioglossus
Der Musculus genioglossus (lateinisch für „Kinn-Zungen-Muskel“) gehört zu den äußeren Muskeln der Zunge. Er entspringt am Kinndorn des  Unterkiefer (Spina mentalis mandibulae), strahlt fächerförmig in die Zunge ein und setzt an der Aponeurosis linguae an. Zudem befestigt er sich am Zungenbein (Os hyoideum) und an der Epiglottis. Der Muskel zieht die Zunge vor allem nach vorn und nach unten an den Mundhöhlenboden. In geringem Umfang kann er auch Kehldeckel und Zungenbein nach vorn ziehen.
Er ist im Zusammenspiel mit den anderen Muskeln wichtig für das Kauen, Schlucken, Sprechen und Saugen. Durch die Zungenmuskeln werden die Zungenlaute (Linguale) gebildet.

## Klinik
Wenn der Musculus genioglossus bei Bewusstlosigkeit erschlafft, kann die Zunge bei Rückenlage in den Schlund (Pharynx) zurückfallen und somit verhindern, dass Erbrochenes ungehindert passieren kann. Dies führt zu Erstickungsanfällen bis zum Tod. Aus diesem Grund müssen Bewusstlose auf die Seite gelagert und der Kopf überstreckt werden. Auch Opioide können durch zentrale Wirkung auf den motorischen Kern des Nervus hypoglossus den Tonus des Muskels soweit herabsetzen, dass es zu einer Verlegung der Kehlkopfeingangs durch die Zunge kommt.